# Gonomyia bilobata
Gonomyia bilobata là một loài ruồi trong họ Limoniidae. Chúng phân bố ở miền Australasia.